# Dead Snow 2: Red vs Dead
Dead Snow 2: Red vs Dead (Dead Snøw 2) è un film del 2014 diretto da Tommy Wirkola ed è il sequel di Dead Snow del 2009.

## Trama
(Martin)
Martin è l'unico del suo gruppo di amici ad essere sopravvissuto alle ire dei soldati nazisti e del loro comandante Herzog. A causa di un morso al braccio ricevuto nello scontro, il ragazzo decide di amputarsi l'arto infetto. Herzog si aggrappa tenacemente all'auto di Martin mentre questi tenta la fuga e un camion in arrivo taglia il braccio del capitano che finisce nell'auto di Martin.
Rimasto coinvolto in un incidente stradale, Martin si risveglia in ospedale, dove la polizia, non credendo alle sue storie folli sui soldati nazisti, lo accusa della morte di tutti i suoi amici. Con suo orrore, inoltre, Martin scopre che il chirurgo gli ha riattaccato il braccio di Herzog, trovato nella macchina, credendo fosse suo. Questo braccio sembra possedere volontà propria. Grazie alla forza inconsueta del nuovo braccio, Martin si libera  dalle manette che lo tenevano imprigionato, uccide il dottore e aggredisce i poliziotti, ma, nella seguente colluttazione, viene catturato e sedato. Dopo un tentativo fallito di resuscitare i morti per creare un esercito, il leader nazista Herzog decide di uccidere e resuscitare le persone per asservirle al suo volere.
Martin riesce a fuggire dall'ospedale grazie all'aiuto di un ragazzo di nome Bobby, che durante la fuga rimane vittima del braccio assassino e fuori controllo di Martin. Nel frattempo, Daniel, capo della squadra Zombie, viene informato della morte di Bobby e cerca di capire cosa stia succedendo con gli Zombie nazisti che sembrano essere sotto l'effetto di una maledizione: la squadra, formata da Daniel, Blake e Monica, si dirige in Norvegia per rintracciare Martin. Anche la polizia comincia a dargli la caccia, dopo averlo individuato come il responsabile dell'omicidio di Bobby.
Martin si reca in un museo sulla seconda guerra mondiale per cercare informazioni su Herzog, scoprendo che era un amico di Hitler, il quale gli aveva ordinato di radere al suolo Talvik. La struttura viene attaccata dagli zombie e Martin riesce a scappare insieme a Glenn, un ragazzo che lavora nel museo. Martin incontra la squadra di Daniel che lo convince a creare un esercito per combattere i nazisti, ora che ha scoperto come controllare la forza del braccio e resuscitare i morti. Martin e Daniel si recano in montagna e riportano in vita il generale dell'armata rossa Stavarin e il suo esercito.
Dopo uno scontro con Blake, Monica e Glenn, Herzog e il suo esercito marciano su Talvik, ma la trovano completamente disabitata poiché Martin ha fatto evacuare la città. La battaglia tra l'esercito di Stavarin e quello di Harzog ha così inizio. Martin decide di sfidare il leader tedesco Herzog in un combattimento diretto, ma viene sconfitto. Glenn muore e l'esercito di Stavarin viene sterminato, ma grazie a un colpo di cannone di Daniel, Herzog viene decapitato e l'esercito tedesco sconfitto, sotto gli occhi degli increduli poliziotti giunti sul luogo. Dopo la vittoria, Martin riesce a riportare in vita la sua amata Hanna.
Nella scena dopo i titoli di coda, il dottore zombie tedesco, sopravvissuto alla carneficina, raccoglie la testa mozzata di Herzog il quale apre gli occhi, sbarrandoli.

## Produzione
Il progetto ha ricevuto un budget superiore a quello del primo film, Dead Snow. L'idea iniziale di Tommy Wirkola prevedeva di approfondire gli ultimi 20 minuti del film precedente e nel processo di sceneggiatura è stato coinvolto anche l'attore Vegar Hoel.
Le riprese del film si sono svolte in Islanda. Oltre alla versione principale in lingua inglese, il regista ha girato anche una versione in norvegese, il che ha richiesto di ripetere due volte le riprese di circa la metà delle scene. Inoltre, per rendere spettacolari i combattimenti degli zombi, sono stati ingaggiati combattenti professionisti di arti marziali miste per il ruolo.

## Distribuzione
Il film è stato presentato in anteprima mondiale al Sundance Film Festival il 19 gennaio 2014. Il 12 febbraio è stato poi distribuito in Norvegia, e negli Stati Uniti ha avuto una distribuzione limitata a partire dal 10 ottobre.